# Euthalia daitonensis
Euthalia daitonensis är en fjärilsart som beskrevs av Matsumura 1919. Euthalia daitonensis ingår i släktet Euthalia och familjen praktfjärilar. Inga underarter finns listade i Catalogue of Life.